# لوحة أبي الهول
لوحة أبي الهول أو لوحة الحلم  هي لوحة تذكارية أمر بوضعها الملك تحتمس الرابع بين اليدين الممتدتين لتمثال أبو الهول في الجيزة، تخليدا لحلم حلم به هذا الملك قبل أن يعتلي عرش مصر في عام 1401 قبل الميلاد. كان الملك أميرا شابا في عصر الدولة الحديثة وكان يقوم ذات يوم بالصيد على هضبة الجيزة. وعندما أصابه التعب لجأ إلى أبي الهول الذي كانت قد غطته رمال الصحراء ولا يظهر منه سوى رأسه، و اراد الأمير النوم. وراوده حلم بأن ظهر له أبو الهول في المنام وبشره بأنه سوف يتبؤ عرش مصر، وطلب منه أن يزيل فيما بعد ما تراكم عليه من رمال.
بعد عدة سنوات حدث بالفعل أن اعتلى الأمير عرش مصر، وأمر خلال السنة الأولى من حكمه بتسجيل هذا الحلم على لوحة كبيرة، توضع بين يدي أبي الهول الممتدتين بعد إزالة الرمال عن أبي الهول. أي كان ذلك بعد مضي نحو 1300 سنة من تشييد أبي الهول حيث يرجع إنشاء أبي الهول إلى عصر الملك خوفو أو عصر الملك خفرع إبنه نحو 2600 -2700 قبل الميلاد.
كان من عادة فراعنة الدولة الحديثة أن يؤكدوا على أهليتهم في حكم مصر من قبل الآلهة

## صيغتها
ترجمة لجزء منها :
" الآن قد بان تمثال "خبري" العظيم أبو الهول القائم في هذا المكان، شائع الصيت، المقدس المحترن، يلقي عليه رع الظلال. ممفيس وكل مدينة على جانبيها قد أتت إليه، ترفع أيديها تبجيلا له، وتقدم القرابين الغنية ل كا تبعه (لروحه). إذ حدث ذات يوم أن مر الأمير تحتمس
أثناء الظهيرة واستراح تحت ظل هذا الإله العظيم. نام وحلم وكانت الشمس في وسط السماء. ورآي صاحب الجلالة هذا الإله النبيل يتحدث إليه بفمه مثلما يحدث أب ابنه قائلا : " أنظر إلي، وتمعنني يا بني تحتمس. إنني أباك "حوريم" أخت خبري رع. سوف أعطيك عرش البلاد والعائشين.... وتذكر، فحالي هذا كحال من أصابه المرض، وقد (تآكلت كل أطرافي). وأصبحت الرمال التي أنا واقف عليها عادة (الآن) تهددني، من أجل أن تقوم أنت بعمل ما يجول في قلبي في انتظار طويل"".

## وصفها

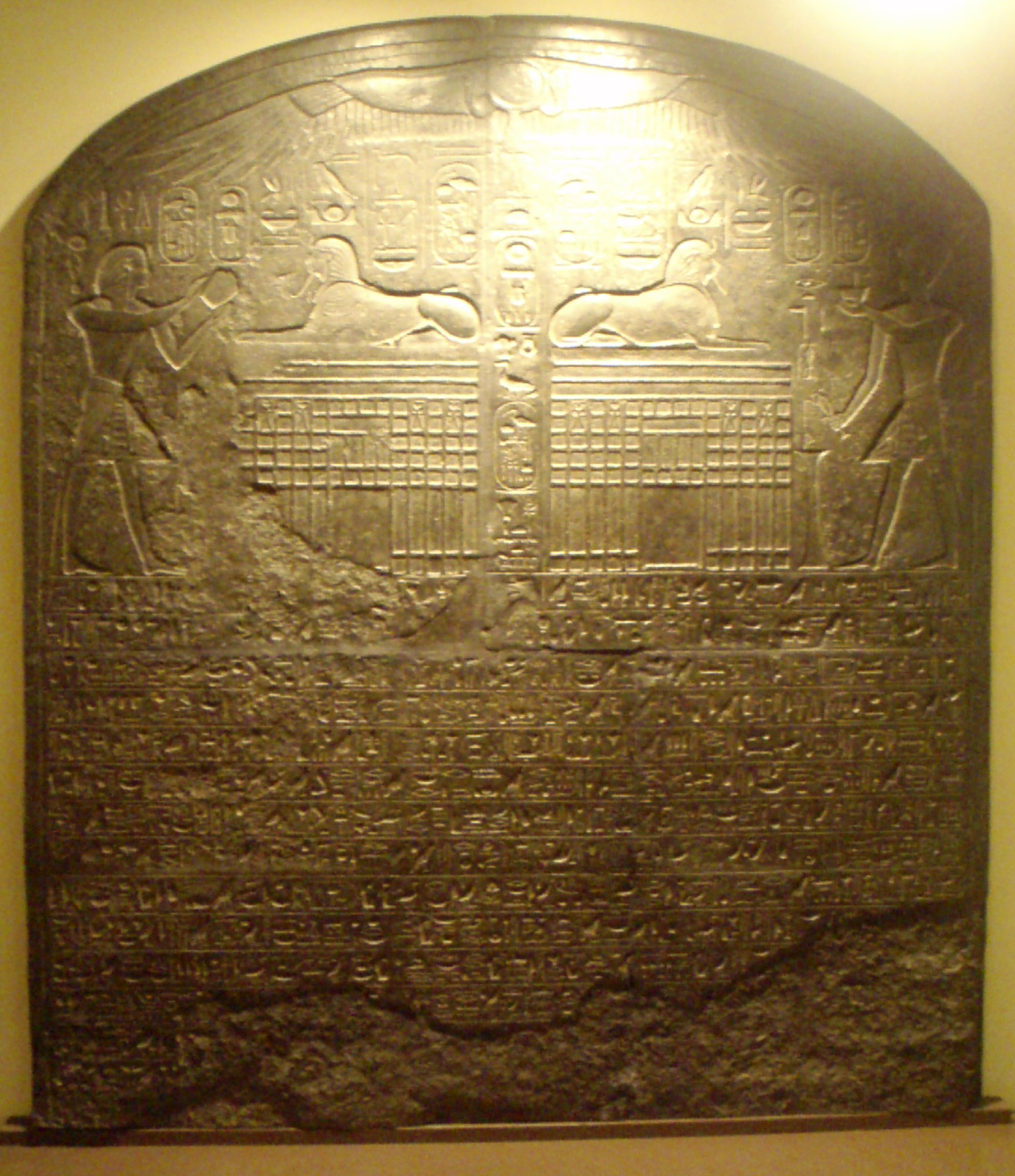
لوحة الحلم، نموذج مصبوب من الجبس ويوجد في المتحف المصري روزيكروسيان في مدينة سان جوزيه.

لوحة الحلم القائمة بين ذراعي أبي الهول ذات شكل مستطيل حافته العليا مقوسة ، ويبلغ ارتفاع اللوحة 144 سنتيمتر وعرضها 40 سنتيمتر وسمكها 70 سنتيمتر. ويرى في جزئها العلوي شكلان منحوتان للفرعون تحتمس الرابع إلى اليمين وإلى اليسار يقدم قرابينا إلى أبي الهول.
وقد قام علماء الآثار الأجانب بأخذ قوالبا من اللوحة وجهزوا منها قوالبا من الجبس لترجمتها وتفسير ما عليها من كتابة هيروغليفية ورسومات، وتوجد إحدى تلك اللوحات التي تشبه الأصل إلى أبعد الحدود في متحف لندن.

## اقرأ أيضا
- أبو الهول
- لوحة نارمر
- خوفو
- خفرع
- الجيزة